# Johann Ahlhorn
Johann Friedrich Ahlhorn (né le 15 septembre 1855 à Bohlenberge et mort le 8 juillet 1934 à Oldenbourg) est un enseignant et député du Reichstag.

## Biographie
Ahlhorn est le fils de l'entrepreneur Johann Friedrich Ahlhorn et de son épouse Almuth Margarethe, née Behrens, et étudie à l'école élémentaire de Bohlenberge de 1861 à 1870, le séminaire à Oldenbourg de 1871 à 1873 et 1875/76. De 1873 à 1875, il est enseignant adjoint à Grabstede, et de 1876 à 1879, il est enseignant auxiliaire à Klippkanne. Puis il est professeur du secondaire à Brake jusqu'en 1886 puis jusqu'en 1921 enseignant à Osternburg à l'école de Drielake. En 1880, il épouse Johanne Catharine Janßen. Après le mariage, il travaille à côté comme agent pour les compagnies d'assurance incendie et vie pour compléter le faible revenu de l'enseignant.
De 1896 à 1911, Ahlhorn est membre du Landtag d'Oldenbourg et de 1892 à 1908 membre du conseil municipal d'Osternburg. Avec une courte interruption, il est également membre du conseil de 1892 à 1908.
De 1907 à 1918, Ahlhorn est député du Reichstag pour la 1re circonscription du grand-duché d'Oldenbourg (Oldenbourg (de), Eutin, Birkenfeld) avec le Parti populaire radical ou Parti populaire progressiste.

## Activité politique
Dans la politique locale, Ahlhorn préconise l'élévation des communes de Bant, Heppens et Neuende au rang de ville de 1re classe Rüstringen le 1er mai 1911.
En raison de sa participation significative à l'introduction du suffrage direct à partir de 1903, il est également considéré comme le père de la loi sur la réforme électorale d'Oldenbourg. Lorsque les élections nationales ont lieu en 1911 en vertu de cette nouvelle loi, cela permet un processus de changement politique pour le grand-duché d'Oldenbourg, qui favorise l'intégration civique du mouvement ouvrier et empêche ainsi un renversement révolutionnaire à Oldenbourg en novembre 1918.